# Merilo
Merilo je številčno razmerje, ki pove, koliko v naravni velikosti meri predmet ali prostor. Najpogosteje se merila uporabljajo pri zemljevidih in skicah. Merilo je ponavadi v legendi prikazano z razmerjem. 
Primer: Na zemljevidu lahko srečamo merilo 1:1000. To razmerje bi predstavljalo 1000x pomanjšavo pokrajine prikazane na zemljevidu. Torej 1 meter na zemljevidu predstavlja 1000 metrov pokrajine.
Obstaja grafično ali linearno, številčno ali numerično ter opisno ali neposredno merilo.